# 中国共产党江南省委员会
中国共产党江南省委员会，简称中国共产党江南省委、中共江南省委，是指1930年10月至1931年1月期间成立的一个中国共产党省委组织，其直属中共中央领导，管辖江苏（包括上海）、浙江、安徽的中共党组织，领导机关设在上海。

## 沿革
1930年10月初，中国共产党江苏省总行动委员会撤销，改建为中共江南省委，将苏、浙、皖三省划分为浙南、浙北、皖南、广德、皖北、徐海、通海、淞浦、淮盐、南京、无锡、常州、苏州、镇江等工作区域，李维汉仍任书记。10月5日，江南省委第一次常委会传达了六届三中全会的精神，李维汉、陈云、王克全、顾作霖、李求实等人出席，并作出了贯彻执行的工作部署。10月中旬，江南省委召开扩大会议，通过了李维汉起草的《江南党的任务和策略决议案——接受国际指示与三中全会扩大会议之决议和精神》等决议。会议虽然检讨了此前的左倾思想，但仍着重强调反对右倾，并批判何孟雄等代表的观点、撤销何孟雄的职位；此外省委决议继续发动群众、进行武装斗争。
然而在1930年11月，中共上海地方机关出现主张反对六届三中全会者，其中以陈绍禹（王明）为主。他公开给中央政治局写信，反对李立三，并主张召开中共六届四中全会。而长期控制着上海工联领导权的徐锡根、王克全等人也积极响应，反对中共中央意见。11月22日，中共中央政治局扩大会议讨论，通过完全接受共产国际来信，并展开对“立三路线”的批判。12月4日，中共江南省委作出《接受国际来信与中央政治局决议之决议》。同年12月中旬，共产国际东方部副部长、远东局代表巴威尔·亚历山大洛维奇·米夫抵达上海，明确支持陈绍禹等人。12月16日，中共中央政治局作出决定取消江苏省总行委和中共江南省委对何孟雄的决定，并撤销中共中央给陈绍禹、秦邦宪、王稼祥、何子述的处分。
共产国际为控制中共江南省委，米夫建议由陈绍禹取代李维汉、出任江南省委书记。然而中共中央并未完全采纳这一意见，只是决定改组江南省委，李维汉调离省委书记的岗位，任命当时尚在苏联的刘少奇接任，在刘少奇回国前由陈绍禹代理（刘少奇最终未担任此职）。12月23日，中央政治局在米夫等人的压力下，发出《中央96号紧急通告》，否认中共六届三中全会和以后的中央决议。同日中共江南省委将改选的常委名单以及推选王克全为省委代理书记一事报中央政治局，但这一名单事先未经中央同意、米夫也并不满意，此改组案最终流产。12月24日，中央代表在江南省委常委会议上宣布，指定陈绍禹为省委代理书记。
1931年1月1日，中共江南省委在陈绍禹主持下，开始改组，大批从苏联回国的人员进入到各区。1931年1月7日，中共六届四中全会后，江南省委改组为中国共产党江苏省委员会。同年4月，由于顾顺章、向忠发相继被捕、进而叛变中共，陈绍禹无法在上海立足，转移到地下工作，最后被迫离开中国重返苏联。

## 组织
中国共产党江南省委员会组织领导如下：
- 书记：李维汉（1930年10月至12月）[18]
- 代理书记：陈绍禹（1930年12月至1931年1月）
- 常委：李维汉（1930年10月至12月）、陈云[2]、王克全、夏曦[19]、任作民、沈先定、陈绍禹（1930年12月任）
- 秘书长：阮锦云（1930年10月至12月）、刘晓（1930年12月至1931年1月）
- 组织部长：陈云[2]
- 宣传部长：夏曦[19]
- 军委书记：李硕勋（1930年10月至12月）[20][21]
- 职工运动委员会书记：沈先定
- 上海工作委员会书记：夏曦
  - 委员：任作民、阮锦云、沈先定、陈云、王克全、金维映
- 外县工作委员会书记：陈云（1930年10月）、刘瑞龙（1930年11月任）